# 博尔纳斯科
博尔纳斯科（義大利語：Bornasco），是意大利帕维亚省的一个市镇。总面积12平方公里，人口2562人，人口密度213.5人/平方公里（2009年）。国家统计（ISTAT）代码为018019。